# Trommeln im tiefen Süden
Trommeln im tiefen Süden (Originaltitel: Drums in the Deep South) ist ein US-amerikanischer Western aus dem Jahr 1951 von William Cameron Menzies mit James Craig, Barbara Payton und Guy Madison in den Hauptrollen.

## Handlung
Mit Neuigkeiten über den bevorstehenden Bürgerkrieg kehrt 1861 Braxton Summers auf die Plantage seiner Frau Kathy in Georgia zurück. Kathy ist anfangs am Kriegsthema uninteressiert. Als Braxton jedoch mitteilt, dass zwei ehemalige Kameraden aus der Militärakademie West Point, Clay Clayburn und Will Denning, zum Abendessen erscheinen, ist Kathy unangenehm berührt. Clay ist ein ehemaliger Freund, den sie seit Jahren nicht mehr gesehen hat. Braxton versichert ihr, dass sie stark genug für die Begegnung sei. Als Clay mit ihr einen Moment alleine ist, gesteht er ihr, dass er sie immer noch liebe. Er fordert sie auf, mit ihm durchzubrennen. Kathys Onkel Albert Monroe platzt mit der Nachricht des Kriegsausbruchs in das Treffen. Clay und Braxton reiten sofort zu ihren Einheiten in der konföderierten Armee, während Will sich auf den Weg in seine Heimat im Norden macht. 
Vier Jahre vergehen. Clay ist mittlerweile zum Major befördert worden. Um den Marsch der Unionstruppen auf Atlanta aufzuhalten, befiehlt ihm General Johnston, mit zwanzig Freiwilligen zum Teufelsberg zu ziehen, einer kleinen mit Höhlen durchzogenen Anhöhe in der Nähe von Kathys Plantage. Clay soll einen Farmer treffen, der ihn und seine Männer inklusive zweier Kanonen durch die Höhlen auf den Gipfel führen soll, von wo aus die Unionstruppen beschossen werden sollen. Am Treffpunkt findet Clay den Farmer ermordet auf. Zwar ist Clay die Gegend bekannt, dennoch findet er den Weg zum Gipfel innerhalb der Höhlengänge nicht. Der Rekrut Jerry meldet, dass Unionssoldaten auf Kathys Plantage seien und dort die nahen Eisenbahnschienen reparieren. Im Schutz der Dunkelheit schleicht sich Clay in der Nacht auf die Plantage. Kathy und ihr Onkel werden von Sergeant Harper bewacht. Kathy umarmt Clay voller Freude und würde mit ihm sofort weglaufen. Doch Clay erklärt, dass es dafür zu spät sei, da er mit seinem baldigen Tod rechne.
Kathy kann sich Harpers Bewachung entziehen und Clay den Weg auf den Gipfel zeigen. Sie stimmt Clays Vorschlag zu, Informationen für die Konföderierten zu sammeln, die sie mit Signalen von ihren Schlafzimmerfenster aus übermitteln will. Am nächsten Tag erfährt sie, dass Unionssoldaten per Zug abgezogen werden. Mit einer List kann sie Harper ablenken und ihre Information an Clay senden. Harper erwischt sie jedoch, als sie gerade ihr Signal beendet und will sie als Spionin erschießen. Albert überrascht Harper und verwundet ihn, bevor er selber erschossen wird. Als der Zug ankommt, wird er von Clays Männern mit Kanonen beschossen. Kathy erfährt, dass Will der Kommandeur der Unionstruppen ist, erzählt ihm aber nichts von Clay. Will lässt den Hügel angreifen, seine Truppen bleiben jedoch erfolglos. Er erhält die Nachricht, dass ein Marinegeschütz auf den Weg sei, das den Gipfel des Hügels zerstören kann.
Kathy überzeugt Will, dass sie auf der Plantage bleiben kann. Sie schleicht sich zu Clay und informiert ihn über das Geschütz. Clay wird klar, dass er das Geschütz nur vernichten kann, wenn er seine Kanonen mit einer doppelten Munitionsladung präpariert. Dazu benötigt er Draht, den Kathy ihm aus dem Klavier im Haus besorgen soll. Kurz vor der Ankunft des Geschützes schleicht Clay auf die Plantage und holt den Draht. Tatsächlich kann Clay das Geschütz zerstören, verliert aber bei dem Beschuss einige Männer. Will befiehlt, dass die Höhlen mit Schießpulver gefüllt werden, damit der Hügel und somit die feindlichen Soldaten vernichtet werden. Kurz darauf entlarvt er Kathy als Spionin und setzt sie unter Hausarrest. Kathy erfährt dennoch von der geplanten Sprengung und informiert Will über Clays Anwesenheit. Sie will Clay zur Aufgabe überzeugen, Will gibt ihr dafür eine Stunde Zeit. Bevor sie den Gipfel erreicht, schießt ein konföderierter Soldat auf sie, da er sie für einen Feind hält. Die schwer verletzte Kathy wird zu Clay gebracht, der seinen verbliebenen Männern befiehlt, den Hügel zu verlassen und zu kapitulieren. Kathy stirbt in Clays Armen. Da Clay nicht unter den Männern ist, die vom Hügel runtergestiegen sind, löst Will widerwillig die Sprengung aus. Wie Clay vorhergesehen hat, zerstört die Sprengung nicht nur den Hügel, sondern auch die Schienen des Unionszuges.

## Produktion

### Hintergrund
Gedreht wurde der Film von Mitte Oktober bis Mitte November 1950 im Tuolumne County sowie in der Sonora-Wüste.

### Stab
Frank Paul Sylos oblag die künstlerische Leitung. George Sawley war für das Szenenbild zuständig, an dem auch Regisseur Menzies mitarbeitete. Augie Lohman sorgte für die Spezialeffekte. Rod Amateau arbeitete als Dialogregisseur, Arthur Gardner als Produktionsassistent.

### Besetzung
In kleinen nicht im Abspann erwähnten Nebenrollen traten Myron Healey, Todd Karns und Denver Pyle auf.

## Veröffentlichung
Die Premiere des Films fand am 16. Oktober 1951 statt. In der Bundesrepublik Deutschland kam er am 8. Dezember 1953 in die Kinos, in Österreich im August 1954.

## Kritiken
Der Filmkritiken-Aggregator Rotten Tomatoes hat in einer Auswertung von über 500 User-Kritiken ein Publikumsergebnis von 22 Prozent positiver Bewertungen ermittelt.
Das Lexikon des internationalen Films schrieb: „Ein schreiend bunter Kriegsabenteuerfilm, pathetisch und sentimental, leidlich spannend.“
Der Kritiker des TV Guide sah ein Bürgerkriegsdrama über dem Durchschnitt mit den üblichen Verwicklungen von dem talentierten Regisseur und Szenenbildner Menzies. Spionage, Romantik und Schlachtengetümmel wurden zu einem einzigartigen und spannenden Film kombiniert.